# Good Night, Nurse (film 1916)
Good Night, Nurse è un cortometraggio muto del 1916 diretto da Horace Davey e sceneggiato da Al Christie che viene accreditato con il nome Al E. Christie.

## Produzione
Il film fu prodotto dalla Nestor Film Company.

## Distribuzione
Distribuito dall'Universal Film Manufacturing Company, il film - un cortometraggio di una bobina - uscì nelle sale cinematografiche USA il 2 giugno 1916.